# ليفوبيتاكسولول
ليفوبيتاكسولول وهو دواء يستعمل في خفض ضغط العين وفي علاج حالات الماء الأزرق. يسوق عادة على شكل قطرة عين بتركيز 0.5٪ تحتوي علىهيدروكلوريد الليفوبيتاكسولول تحت اسم تجاري هو Betaxon.
يصنف ليفوبيتاكسولول بأنه دواء محصر لمستقبل بيتا.